# So Tell Me
「So Tell Me」（ソー・テル・ミー）は、Heartsdalesの1枚目のシングル。2001年12月19日発売。

## 概要
- デビューシングルながらオリコン8位を記録したシングル。売上も10万枚を超え、自身最大のヒット曲となる。

## 収録曲
1. So Tell Me
  - 作詞：Heartsdales,VERBAL 作曲：VERBAL,T.Kura,Michico
2. Watch Out!
  - 作詞：Heartsdales,VERBAL 作曲：VERBAL,DJ CASH
3. E.S.P.
  - 作詞：Heartsdales,GOICHI,COYASS,VERBAL,M-Qbator 作曲：VERBAL,T.Kura
4. So Tell Me (Instrumental)
5. E.S.P. (Instrumental)

## タイアップ
So Tell Me
「有線ブロードネットワークス」CMソング